# Briceni (condado)
Briceni é um condado (ou distrito) da Moldávia. Sua capital é a cidade de Briceni.